# Kampfgruppe Mäder

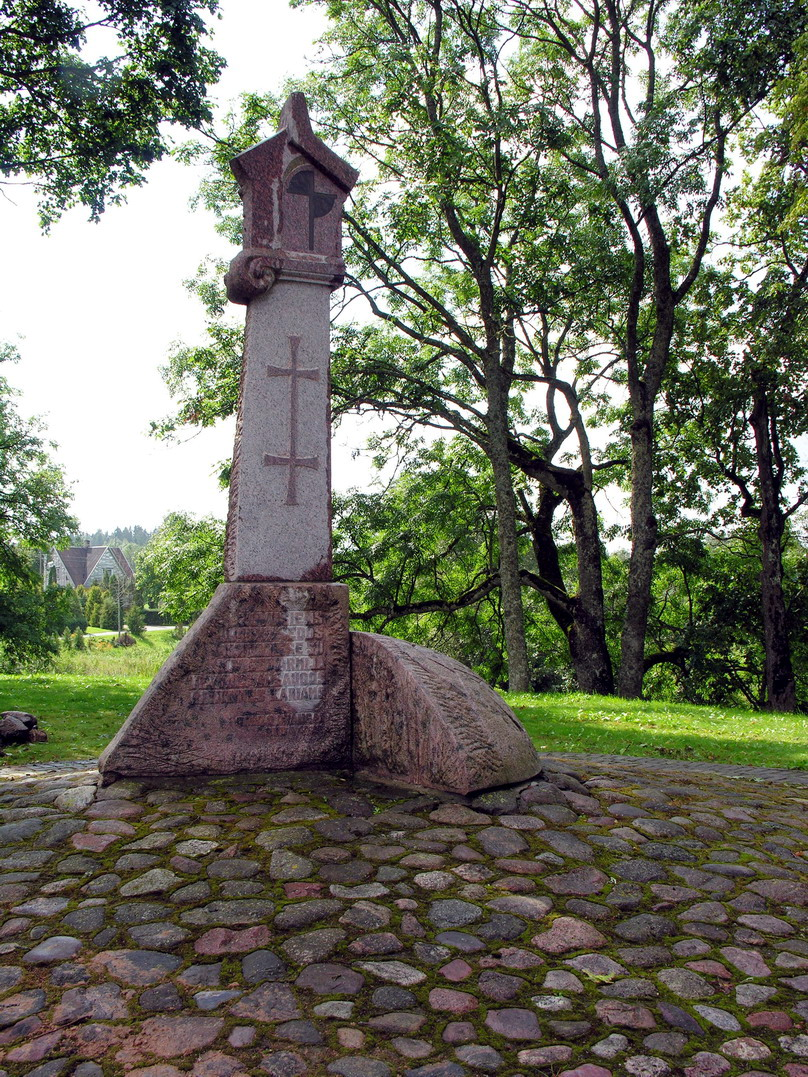
Gefallenendenkmal für die Angehörigen der Kampfgruppe Mäder im litauischen Seda (dt. Schwenden)

Die Kampfgruppe Mäder (litauische Bezeichnung: Tėvynės apsaugos rinktinė (TAR), übersetzt Vaterländische Verteidigungstruppe) war eine kurzlebige Militäreinheit, die sich gegen Ende des Zweiten Weltkriegs im Nordwesten Litauens zur Bekämpfung naher sowjetischer Truppen eilig formierte. Aus lokalen Litauern formiert, war die Einheit direkt der Deutschen Wehrmacht unterstellt. Ihr deutscher Kommandant war Hellmuth Mäder, nach ihm wurde die Einheit auch deutscherseits benannt. Mäder versuchte, die Einheit bis zu voller Divisionsstärke aufzubauen, was jedoch misslang. Die Gesamtzahl der Mitglieder wird auf 6000 litauische Freiwillige geschätzt. Am 7. Oktober 1944 nahm die Kampfgruppe Mäder Verteidigungsstellungen bei Seda (dt. Schwenden) gegenüber dem sowjetischen 19. Panzerkorps der 6. Gardearmee ein. Die Kampfgruppe Mäder erlitt bei Seda schwere Verluste. Daraufhin musste sich die Einheit aus Litauen über die deutsche Grenze ins ostpreußische Memel zurückziehen. In Ostpreußen wurde die stark dezimierte Einheit aufgelöst und die litauischen Freiwilligen wurden auf deutsche Pioniereinheiten verteilt.